# پابرهنه (آلبوم شکیرا)
پابرهنه(به اسپانیایی: Pies Descalzos) سومین آلبوم استودیویی از خواننده-ترانه‌سرای کلمبیایی شکیرا است که در ۲۰ فوریه ۱۹۹۶ توسط شرکت سونی میوزیک و کلمبیا رکوردز منتشر شد.